# Betsy DeVos
Elisabeth Dee (Betsy) DeVos (née Prince) (Holland (Michigan), 8 januari 1958) is een Amerikaans politica van de Republikeinse Partij. Van 7 februari 2017 tot 8 januari 2021 was ze minister van Onderwijs in het kabinet-Trump. Ze diende haar ontslag in na de bestorming van het Capitool.

## Biografie
DeVos is de dochter van Edgar Prince, een van de rijkste ondernemers in de staat Michigan, en Elsa (Zwiep) Prince (later Broekhuizen). Ze is getrouwd met Dick DeVos, voormalig CEO van Amway en zoon van de oprichter van dat bedrijf. De broer van Betsy DeVos is Erik Prince, oprichter van Blackwater USA, het latere Academi, een particulier militair bedrijf.
DeVos is opgegroeid in Holland (Michigan) en ging daar naar de Holland Christian Highschool. Ze is afgestudeerd aan het Calvin College in Grand Rapids met een Bachelor of Arts in bedrijfseconomie.
Het vermogen van DeVos wordt geschat op 5,1 miljard dollar.

## Minister van onderwijs
Het transitieteam van Trump maakte op 23 november 2016 het voornemen bekend DeVos voor te dragen voor de post van minister van Onderwijs. DeVos' gebrek aan ervaring, en haar geschiedenis als pleitbezorger van school vouchers – rechten waarmee van publiek geld privaat onderwijs betaald kan worden – maakten haar kandidatuur controversieel. Uiteindelijk werd ze op 7 februari 2017 met 51 tegen 50 stemmen door de Senaat bevestigd. Hierbij moest vicepresident Mike Pence als voorzitter van de Senaat de doorslaggevende stem uitbrengen. Nooit eerder in de Amerikaanse geschiedenis maakte de vicepresident gebruik van dit recht om een ministerskandidaat bevestigd te krijgen.
- International Standard Name Identifier: 0000 0004 9935 6954
- Library of Congress Control Number: no2018077645
- Nationale Bibliotheek van Polen: a0000003678089
- SNAC: w6b679mf
- Virtual International Authority File: 4971150869804922190008
- WorldCat: E39PBJhhw3DjbJh6W3xkqjFBT3